# Erie SeaWolves
Erie SeaWolves (polski: Wilki morskie w Erie) – drużyna baseballowa grająca w Eastern League (Minor League Baseball), ma siedzibę w Erie (Pensylwania). Jest partnerem Detroit Tigers i grają w Jerry Uht Park w śródmieściu Erie. "Wilk morski" jest synonimem słowa "pirat". Zespół nick odnosi się do jego pierwotnej współpracy z Pittsburgh Pirates.
Erie SeaWolves pięciokrotnie wygrywali zachodniej dywizji Eastern League w 1997, 1999, 2001 oraz 2007.